# Boheng
Boheng (indonesiska: Gle Baheng) är ett berg i Indonesien.   Det ligger i provinsen Aceh, i den västra delen av landet, 1 800 km nordväst om huvudstaden Jakarta. Toppen på Boheng är 430 meter över havet, eller 175 meter över den omgivande terrängen. Bredden vid basen är 1,1 km.
Terrängen runt Boheng är varierad. Havet är nära Boheng åt sydväst.Runt Boheng är det glesbefolkat, med 8 invånare per kvadratkilometer. I omgivningarna runt Boheng växer i huvudsak städsegrön lövskog.